# Рон Реган
Роналд Прескот Реган (рођен 20. маја 1958) је бивши амерички радио водитељ и политички аналитичар за КИРО радио и касније, Аир Америkа Радио, где је домаћин сопствене дневне трочасовне емисије. Коментатор је и сарадник у програмирању на мрежи вести и коментари МСНБЦ-а. Његови либерални погледи су у супротности са ставовима његовог покојног оца, републиканског председника Сједињених Америчких Држава Роналда Реагана.